# Formación Urumaco
La formación Urumaco es un yacimiento fósil que data de los finales del periodo paleógeno hasta el neógeno de aproximadamente 25 y 28 millones de años atrás. Este yacimiento preserva una gran diversidad de fósiles conservados un estado de esqueletos fragmentados, también preserva algunos de las especies fósiles más grandes del mundo como es el caso del género Stupendemys. En esta zona paleontológica los fósiles se encuentran dispersos y muy ocultos, todo esto junto a las temperaturas de hasta 40 °C hacen muy difícil la tarea de conseguir fósiles en este desierto pero las continuas investigaciones y excursiones por los geólogos y paleontólogos han permitido la obtención de diversas especies.

## Historia y expediciones
La primera información sobre rastros de vertebrados fósiles en la Formación Urumaco fue registrada en mapas geológicos elaborados por la Texas Petroleum Company (Ducloz, 1951, 1952), donde se señaló la presencia de una "Tostoise bed" (capa de tortugas) en el tope de la Formación Urumaco, en esa época se consideraba del Mioceno. Para el año 1958 la Texas Petroleum donó a la Universidad Central de Venezuela un cráneo de crocodiliano gaviálido que fue conseguido en el "Valle del Tío Gregorio" el cual representa el primer fósil conseguido en Urumaco
El profesor titular de la Escuela de Geología, Minas y Metalurgia de la Universidad Central de Venezuela (período 1951 a 1960) hizo la primera expedición paleontológica para explorar el desierto de Urumaco. En tal expedición se tomaron pruebas sedimentarias para investigar su medio sedimentario y se investigó sobre los rastros fósiles de este yacimiento paleontológico.
La fama que causó las investigaciones continuas que hoy en día se hacen en esta zona paleontológica comenzaron en el año 1970, cuando el profesor Clemente González, Jefe del Departamento de Geología de la UCV, invita al reconocido paleontólogo Bryan Patterson y su alumno Roger Wood para llevar a cabo la segunda expedición paleontológica en la región de Urumaco. Durante la expedición, fueron encontrados fósiles pertenecientes al período Terciario (entre ellos la tortuga Stupendemys con una    longitud de 2,18 m) que fueron trasladados al Museo de Zoología Comparada de la Universidad de Harvard para ser identificados y fichados. Luego de este proceso debían ser devueltos al país, pero este acuerdo quedó en el olvido.
Fue en 1995 cuando el Museo de Ciencias de Venezuela, al inventariar las piezas de sus colecciones, identificó el material faltante de los fósiles que se encontraban en Harvard. Y en 1998 se inicia un proceso de negociación para la repatriación de la colección que se culminó en febrero de 2009, con el arribo de los fósiles al país.En esa misma década se consiguió otro fósil de la misma especie del género Stupendemys que superó el tamaño del espécimen anterior, llegando a medir 3,3 metros de largo y 2,10 de ancho y también otros fósiles gigantes como Purussaurus mirandai con 9 metros de longitud y otros taxones de mamíferos y reptiles.
La tercera expedición fue hecha en 1984 por el autor en compañía de la Prof. María L. Díaz de Gamero, geóloga de la Universidad Central de Venezuela. Esta expedición contó con los aportes del Consejo Nacional de Ciencia y Tecnología de Venezuela (CONICIT proyecto S1-1585), esta llegó a ser la más larga e importante debido a que se tomó un número considerable de muestras geológicas que permitieron a los geólogos y paleontólogos saber con detalles más precisos la geocronología de la Formación Urumaco y los vertebrados fósiles conseguidos durante esta expedición fueron colocados y registrados en el museo de cultura de Urumaco.

## Distribución
Este yacimiento se extiende desde el norte del municipio Buchivacoa y el desierto de Urumaco, estado Falcón, hasta las fronteras de La Vela de Coro y Cumarebo (suroeste de Sudamérica) con aproximadamente 500 km² de extensión, y está dividido por el desierto de Urumaco (oeste) y por el desierto de Codore en La Vela de Coro (este).

## Geología

### Litología
La litología que compone a la formación urumaco está principalmente compuesta por lutitas y limotitas de colores variados que pueden poseer materia vegetal.Existen acumulaciones de estratos y lechos compuestas de areniscas y/o arcillitas, y otros litotipos como areniscas, calizas y escasos lechos carbonosos.
Los miembros que dividen  la formación urumaco por sus características estratigráficas son:
- Miembro inferior:La litología de este miembro se compone por Lutitas, limonitas, areniscas y areniscas calcáreas friables a calizas coquinoides.Las lutitas son el litotipo que más abunda en este miembro y estas se presentan en dos tipos:Las primeras son las más abundantes, poseen de colores grisáceos, son macizas, de fracturas concoideas, escasamente poseen microfósiles y ocasionalmente pueden portar madera fósil.[14] Las segundas son de color marrón, son ricas en materia vegetal, finamente agrietadas y pueden ser carbonosas.Ambos tipos tienen concreciones, costras ferruginosas y escasas madrigueras. Las limolitas presentan espesores de 0,3 mm a 8 mm, muy bioturbadas, con concreciones ferruginosas y madrigueras, y se pueden observar ocasionalmente laminación paralela.Las areniscas son masivas, micáceas friables, con abundante bioturbación, madrigueras, concreciones ferruginosas, poseen costras de oxidación en el tope de las capas, tienen espesores desde unos centímetros hasta 6 m y pueden poseer restos fósiles de moluscos.[14]
- Miembro medio:Este miembro está compuesto por lutitas, calizas y areniscas.Las lutitas que colores grisáceos son microfosilíferas, bioturbadas, con concreciones ferruginosas, poseen mayor contenido carbonoso que las del miembro anterior y están concentrados en niveles delgados.Las lutitas de color marrón son relativamente abundantes que suelen portar restos fósiles de vertebrados como reptiles, peces y mamíferos así como madera y coprolitos.[14] Las Calizas presentan espesores de 0,5 m a 4 m, excepcionalmente hasta 6 m, suelen ser muy numerosas y poseen una fauna numerosa de moluscos en matriz arenosa, fragmentados y con variedad de tamaños, hacia el sur de este miembro las calizas son más arenosas, menos abundantes, más delgadas y ocasionalmente los fósiles de moluscos son más abundantes, grandes y forman bancos dominados por géneros distintos, estas capas de moluscos forman crestas de baja altura  (inferior a los 200 m), con pendientes de 15% a 25% que disminuyen hacia el norte.Las areniscas de hacia la parte sur de que existen en este miembro poseen grano fino, son friables y masivas, en espesores de 2 a 10 m, de contacto basal erosivo y ocasionalmente puede tener  material conglomerático y clastos de arcilla en la base y costra de oxidación en el tope.[14]

## Paleoambiente
Según la evidencia fósil y sedimentaria que se encontró en esta formación los geólogos y paleontólogos llegaron a la conclusión de que a principios del periodo paleógeno fue un bosque subtropical con ríos , vegetación, lluvias y lagos muy abundantes, que era habitada por diversas especies de animales tanto terrestres como voladoras y marinas con una temperatura estimada de 27 °C y 31 °C. Luego, en el periodo neógeno la temperatura fue elevándose, los ríos se fueron secando y la vegetación disminuyó causando sequías por el 60% del año, sin embargo los científicos no han podido descifrar la causa exacta de la extinción de la mayoría de las especies en este ambiente diverso. Actualmente este yacimiento fósil es un área árida con una temperatura de hasta 40 °C, lluvias irregulares, una vegetación xerófila,no tan abundante como lo era en el paleógeno y con pocas especies animales que habitan en este desierto.
Otras muestras sedimentarias prueban y afirman que en el periodo palógeno la formación urumaco fue un antiguo delta del río orinoco, esto es capaz de explicar la gran cantidad de cuerpos de agua y fauna que existió en este yacimiento, se puede afirmar y la disminución y desaparición de este antiguo delta contribuyó a la disminución de la vegetación y a la extinción de las especies en el neógeno.

## Fauna fósil
Actualmente en Urumaco se han encontrado una cantidad considerablemente grande de taxones y casi todos estos se descubrieron en esta formación.En el caso de los cocodrilos fósiles, la zona de Urumaco está actualmente catalogada como el lugar con la mayor diversidad de especies de caimanes fósiles del mundo, conociéndose un poco más de 14 taxones de especies extintas, y con la esperanza de los paleontólogos que hacen vida científica en el lugar que el número siga incrementándose.
Algunos de los taxones descubiertos y encontrados en esta área son:

### Mamíferos

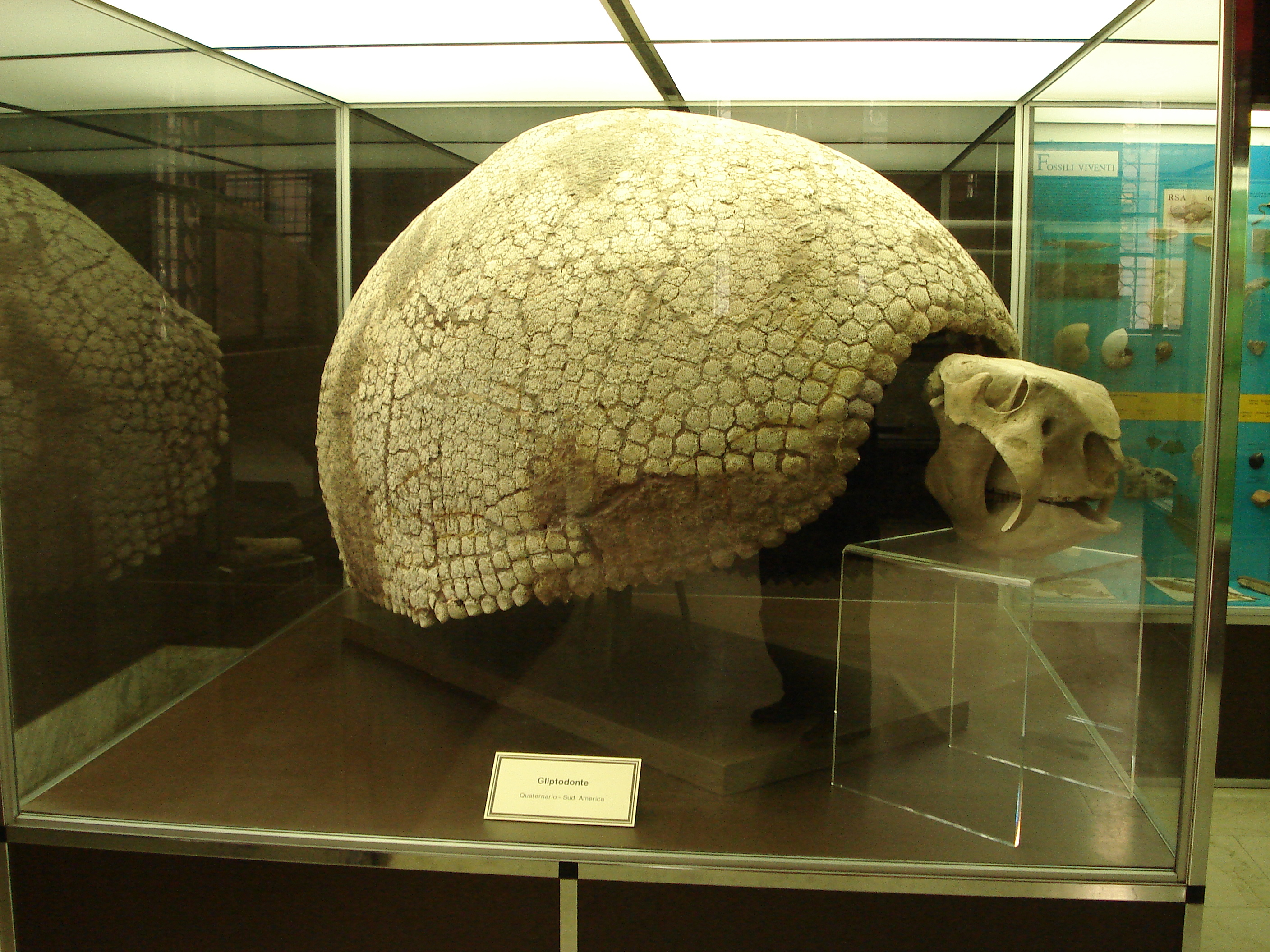
Esqueleto entero de una especie de la familia glyptodontidae, que migraron a América del norte mediante el gran intercambio americano

La formación urumaco da a mencionar diversas especies de mamíferos entre ellas están:
- Gliptodóntidos:Géneros de glyptodontidos como Hoplophorus y Pachyarmatherium o A.urumaquensis del género Asterostemma y otros que cabe destacar por ser descubiertos en esta formación como las especies B.venezuelensis o B.urumaquensis del género Boreostemma.[18]

- Megateridos y Milodóntidos:Grandes perezosos terrestres que habitaban las costas de Urumaco como U. robusta del Género Urumaquia incluyendo, P. Urumaquensis del género pseudoprepotherium y E. Tacynemius del género Eionaletherium  y otras especies de como U. garciai del género Urumacotherium, M. urumaquensis del género Urumaquensis, Bolivatherium urumaquensis del género Bolivatherium, y L. armatus del género Lestodon.[17][19]

- Sirenios:Dos géneros de mamíferos sirenios que habitaron la antigua cuenca del orinoco, Nanosiren y potamosiren.[18]

- Toxodontes:En la formación Urumaco se ha encontrado una cantidad considerable de géneros de la familia Toxodontydae como P. platignathus del género pericotoxodon, el género Kiyutherium , y dos género descubiertos en este yacimiento (Ribodon y Gyrinodon quassus del género Grynodon).[19]

- Roedores:Especies de roedores omnívoros como P. patersoni P. urumaquensis del género Phoberomys y E.venezuelesis del género Eumegamys.[19][18]

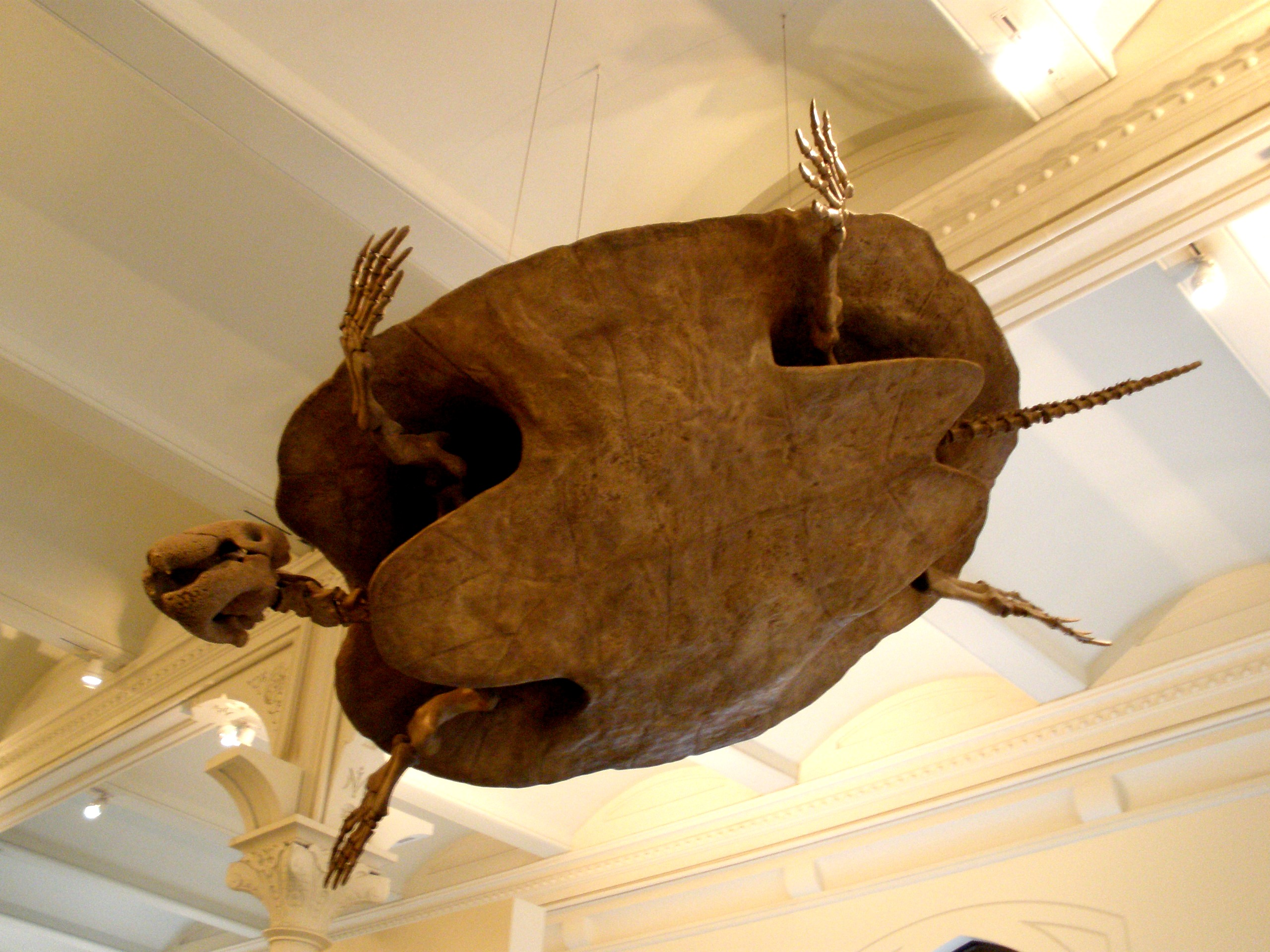
Ejemplar fósil de Stupendemys geographicus

### Reptiles
Urumaco posee la mayor cantidad de reptiles fósiles en todo el norte de Sudamérica entre estos están:
- Tortugas:Diversas especies de tortugas marinas extintas como S. geographicus y S. souzai del género Stupendemys y Chelus Lewisi pariente cercano de la Chelus fimbriatus[17]

- Crocodiloformos:Diversas especies de cocodrilos se han descubierto en urumaco entre las especies encontradas están P. neviensis y P. mirandai del género Purussaurus, M. arendesi, M. pattersoni y M. atopus del género Mourasuchus y otros géneros como Ikanogavialis y Gryposuchus[17]

- Serpientes:Un género de serpientes (Colombophis) y Eunectes stirtoni del género Eunectes